# Хадзу (Айті)
34°47′35″ пн. ш. 137°7′31″ сх. д. / 34.79306° пн. ш. 137.12528° сх. д.
Ха́дзу (яп. 幡豆町, はずちょう, МФА: [had͡zu t͡ɕoː]) — містечко в Японії, в повіті Хадзу префектури Айті. Існувало протягом 1928 — 2011 років. Розташовувалося в південній частині префектури, на березі Мікавської затоки. Отримало статус містечка  1928 року. Площа становила 26,05 км². Станом на 1 лютого 2010 року населення становило 12 351 осіб, густота населення — 474 осіб/км². 1 квітня 2011 року, разом з містечками Іссікі та Кіра, увійшло до складу міста Нісіо.